# Rue de Jarente
La rue de Jarente est une voie située dans le quartier Saint-Gervais du 4e arrondissement de Paris en France.

## Situation et accès
Longue de 98 mètres, elle commence au 13, rue de Turenne et se termine au 12, rue de Sévigné.
Le quartier est desservi par la ligne 1 à la station Saint-Paul.

## Origine du nom

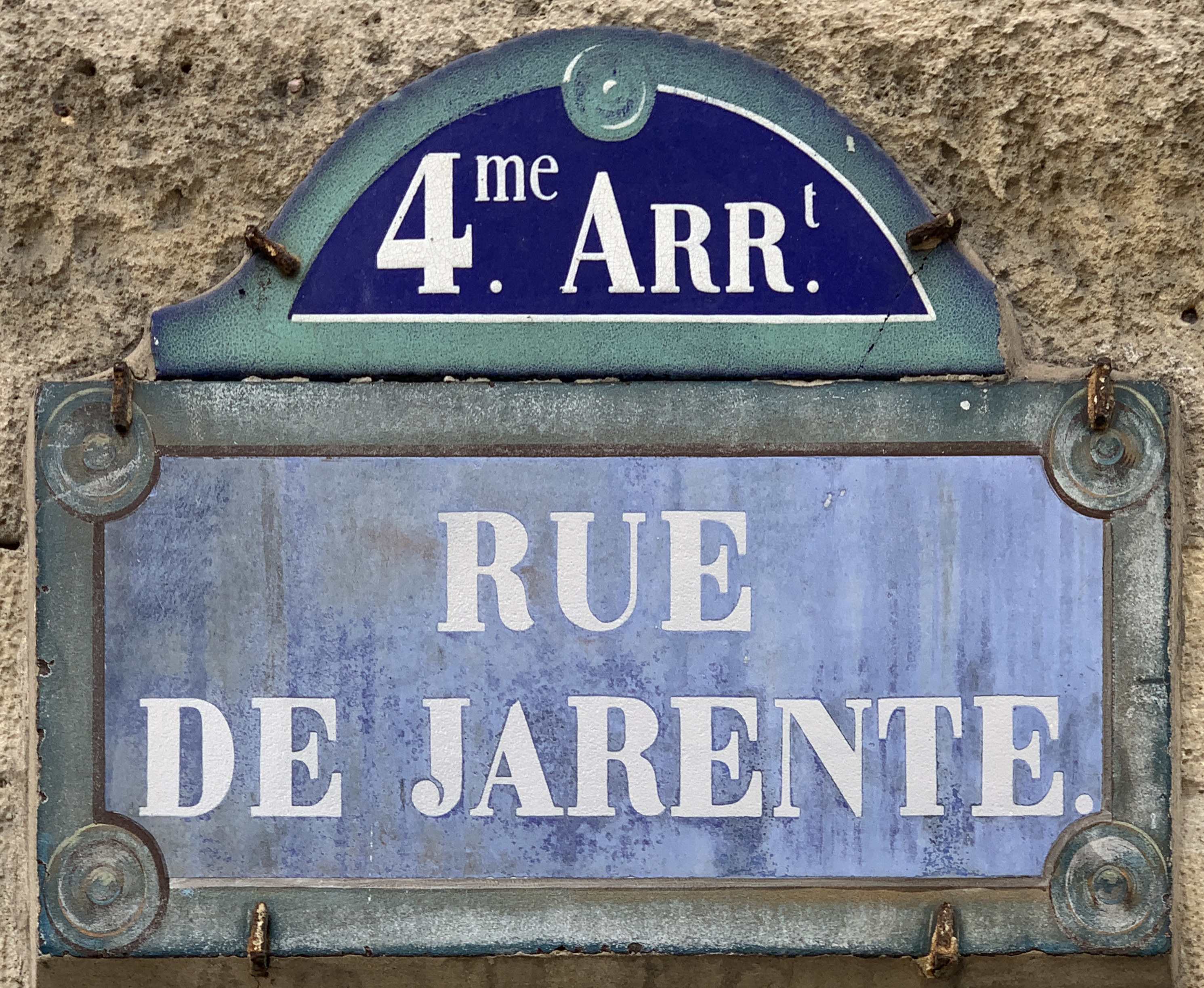
Plaque de la rue.

Elle porte le nom de « Jarente », en l'honneur de Louis-François-Alexandre de Sénas d'Orgeval de Jarente (1746-1810), coadjuteur de l'évêché d'Orléans et prieur commendataire du prieuré royal de la Couture-Sainte-Catherine.

## Historique
La rue est ouverte en 1784 sur l'emplacement du prieuré royal de la Couture-Sainte-Catherine, démoli de 1773 à 1774.

## Bâtiments remarquables et lieux de mémoire
- La rue recèle une série de cours parmi les plus séduisantes de la ville. Au no 6, on trouve deux cours successives : la première cour arborée, tout en longueur, s'étire vers un discret petit passage. Celui-ci mène à la seconde cour, véritable placette champêtre.
- Cette voie donne sur l'impasse de la Poissonnerie où se trouve la fontaine de Jarente.
- No 2 : les colonnes doriques de la poissonnerie de l’ancien marché Sainte-Catherine subsistent dans la galerie d’art[2].
- Nos 4-6 : immeubles de style Louis XVI[3].
- No 6 : en 1890, la Fédération française de la libre-pensée avait son siège à cette adresse[4].
- No 8 : ancien logis du prieur du couvent Sainte-Catherine-du-Val-des-Écoliers[5].

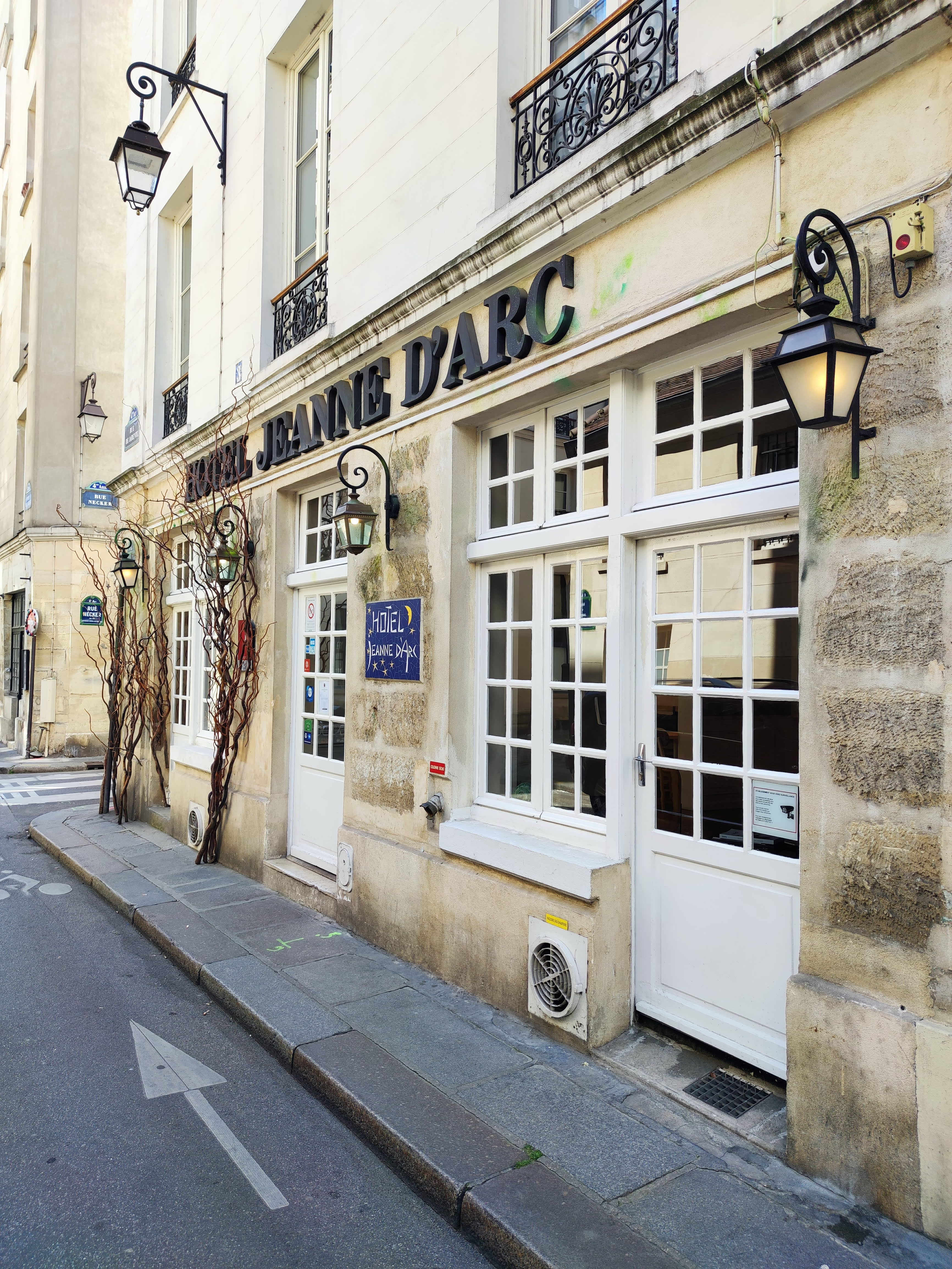
No 3 : hôtel de tourisme.
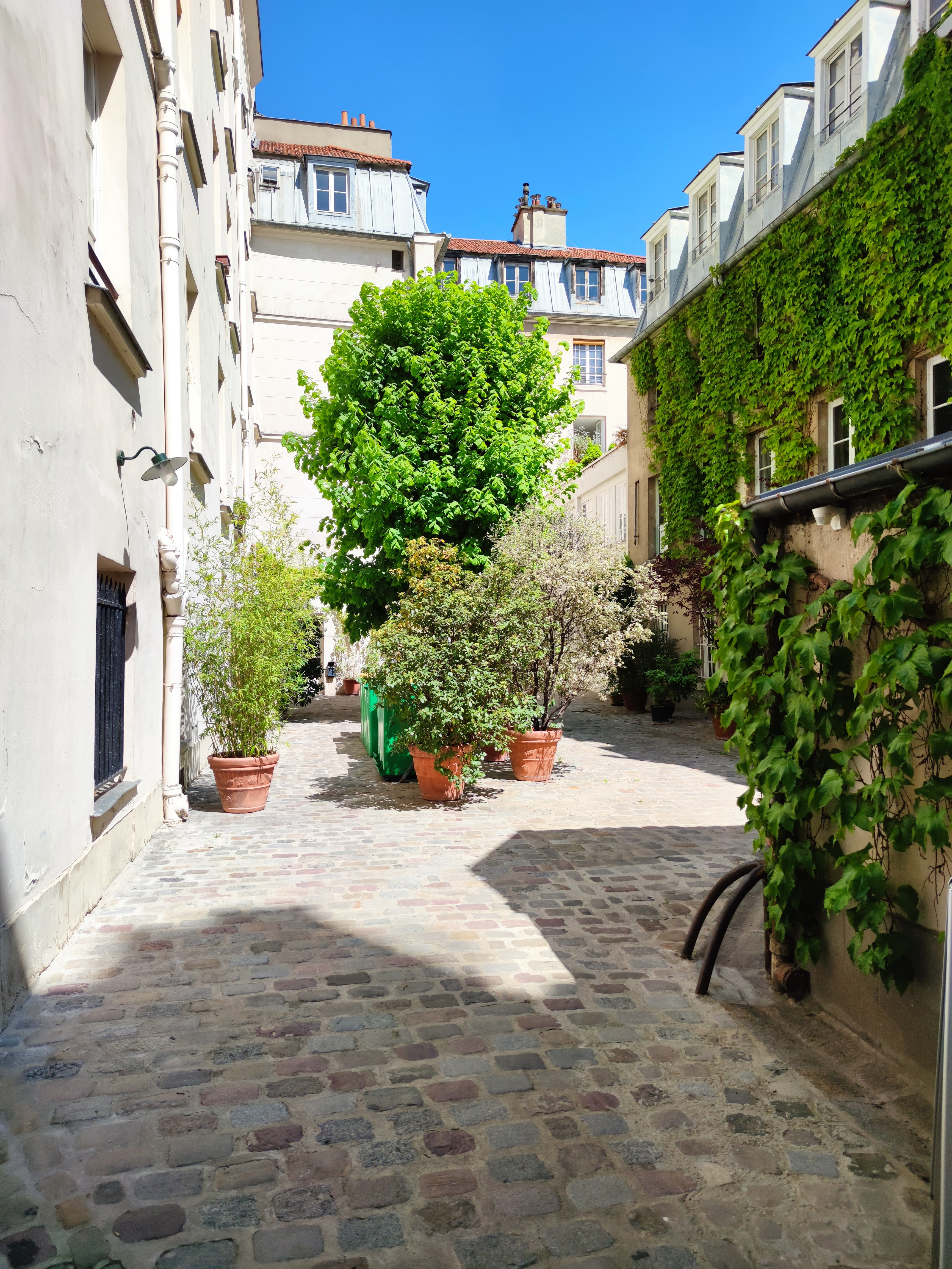
No 4.